# Campeonato Brasileño de Fútbol 1975
El Campeonato Brasileño de Serie A 1975, fue el 20.ª torneo válido para el Campeonato Brasileño de Serie A. El torneo se extendió desde el 20 de agosto hasta el 14 de diciembre del corriente año. El club Internacional de Porto Alegre ganó el campeonato, el primer título a nivel nacional del club.
Para esta edición del torneo se aumentó en 2 el número de clubes, llegando estos a 42 participantes, por primera vez se extendió una invitación a un club del estado de Paraíba.

## Sistema de competición
Primera fase: Los 42 clubes participantes son divididos en cuatro grupos, con cada club disputando una ronda única contra sus rivales de zona. Clasifican los 5 primeros de cada grupo, los equipos restantes disputan una reclasificación.
Segunda fase: Los 20 clubes antes clasificados se dividen en dos grupos de 10 equipos cada uno, clasificando los seis primeros de cada grupo a tercera fase.
Repesca: Cuatro grupos, clasificando para la tercera fase el primero de cada zona.
Tercera fase: Dos grupos de ocho clubes cada uno, los dos primeros de cada grupo clasifican a la fase final.
Fase final: Semifinales y final a partido único, la condición de local la ejerce el cuadro con mejor rendimiento en el torneo, en caso de empate este favorece igualmente al cuadro con mayor puntuación a lo largo del campeonato.

## Primera fase
- Clasifican los 5 primeros de cada grupo a Segunda fase, los equipos restantes disputan una reclasificación.

### Grupo A
| Pos | Equipo                    | Pts | PJ | PG | PE | PP | GF | GC | Dif |
| --- | ------------------------- | --- | -- | -- | -- | -- | -- | -- | --- |
| 1.  | América-RJ                | 15  | 10 | 4  | 3  | 3  | 17 | 11 | +6  |
| 2.  | Coritiba                  | 14  | 10 | 5  | 2  | 3  | 10 | 5  | +5  |
| 3.  | Remo                      | 14  | 10 | 4  | 5  | 1  | 11 | 8  | +3  |
| 4.  | Atlético Mineiro          | 14  | 10 | 4  | 4  | 2  | 11 | 9  | +2  |
| 5.  | Palmeiras                 | 14  | 10 | 3  | 5  | 2  | 12 | 9  | +3  |
| 6.  | Fortaleza                 | 12  | 10 | 3  | 5  | 2  | 8  | 7  | +1  |
| 7.  | Botafogo                  | 10  | 10 | 3  | 3  | 4  | 12 | 12 | 0   |
| 8.  | Comercial de Campo Grande | 10  | 10 | 3  | 3  | 4  | 7  | 11 | -4  |
| 9.  | Rio Negro                 | 8   | 10 | 1  | 5  | 4  | 5  | 12 | -7  |
| 10. | Moto Club                 | 4   | 10 | 1  | 2  | 7  | 9  | 29 | -20 |

### Grupo B
| Pos | Equipo              | Pts | PJ | PG | PE | PP | GF | GC | Dif |
| --- | ------------------- | --- | -- | -- | -- | -- | -- | -- | --- |
| 1.  | Cruzeiro            | 19  | 10 | 5  | 5  | 0  | 15 | 2  | +13 |
| 2.  | Corinthians         | 16  | 10 | 5  | 4  | 1  | 10 | 3  | +7  |
| 3.  | Fluminense          | 15  | 10 | 5  | 1  | 4  | 18 | 13 | +5  |
| 4.  | Guarani             | 13  | 10 | 3  | 4  | 3  | 10 | 9  | +1  |
| 5.  | Tiradentes          | 12  | 10 | 4  | 2  | 4  | 10 | 8  | +2  |
| 6.  | Atlético Paranaense | 10  | 10 | 3  | 2  | 5  | 18 | 19 | -1  |
| 7.  | Ceará               | 10  | 10 | 3  | 2  | 5  | 6  | 10 | -4  |
| 8.  | América-MG          | 10  | 10 | 1  | 7  | 2  | 6  | 9  | -3  |
| 9.  | Paysandu            | 9   | 10 | 2  | 4  | 4  | 13 | 15 | -2  |
| 10. | Nacional-AM         | 8   | 10 | 1  | 6  | 3  | 7  | 14 | -7  |

### Grupo C
| Pos | Equipo            | Pts | PJ | PG | PE | PP | GF | GC | Dif |
| --- | ----------------- | --- | -- | -- | -- | -- | -- | -- | --- |
| 1.  | Flamengo          | 14  | 11 | 5  | 2  | 4  | 12 | 11 | +1  |
| 2.  | Grêmio            | 13  | 11 | 2  | 7  | 2  | 11 | 9  | +2  |
| 3.  | América de Natal  | 12  | 11 | 4  | 3  | 4  | 18 | 17 | +1  |
| 4.  | Figueirense       | 12  | 11 | 3  | 5  | 3  | 14 | 12 | +2  |
| 5.  | Santa Cruz Recife | 12  | 11 | 3  | 5  | 3  | 14 | 12 | +2  |
| 6.  | Goiânia           | 11  | 11 | 4  | 2  | 5  | 13 | 16 | -3  |
| 7.  | Portuguesa-SP     | 10  | 11 | 3  | 4  | 4  | 6  | 9  | -3  |
| 8.  | Vitória           | 10  | 11 | 3  | 3  | 5  | 8  | 16 | -8  |
| 9.  | Santos            | 8   | 11 | 2  | 3  | 6  | 8  | 15 | -7  |
| 10. | Sergipe           | 6   | 11 | 1  | 4  | 6  | 7  | 17 | -10 |
| 11. | Campinense        | 3   | 11 | 0  | 3  | 8  | 8  | 27 | -19 |

### Grupo D
| Pos | Equipo                 | Pts | PJ | PG | PE | PP | GF | GC | Dif |
| --- | ---------------------- | --- | -- | -- | -- | -- | -- | -- | --- |
| 1.  | Internacional          | 23  | 11 | 8  | 2  | 1  | 24 | 5  | +19 |
| 2.  | São Paulo              | 21  | 11 | 7  | 4  | 0  | 19 | 8  | +11 |
| 3.  | Vasco da Gama          | 18  | 11 | 6  | 3  | 2  | 19 | 10 | +9  |
| 4.  | Goiás                  | 18  | 11 | 4  | 7  | 0  | 16 | 7  | +9  |
| 5.  | Sport Recife           | 17  | 11 | 5  | 5  | 1  | 16 | 10 | +6  |
| 6.  | Náutico Recife         | 15  | 11 | 5  | 3  | 3  | 14 | 10 | +4  |
| 7.  | CSA Alagoas            | 13  | 11 | 5  | 2  | 4  | 10 | 10 | 0   |
| 8.  | Bahia                  | 13  | 11 | 2  | 7  | 2  | 13 | 10 | +3  |
| 9.  | CEUB Brasília          | 11  | 11 | 3  | 5  | 3  | 12 | 12 | 0   |
| 10. | Desportiva Ferroviária | 7   | 11 | 2  | 3  | 6  | 10 | 20 | -10 |
| 11. | Americano              | 6   | 11 | 3  | 0  | 8  | 8  | 17 | -9  |

## Segunda Fase
- Clasifican los 6 primeros de los grupos 1 y 2 a Segunda fase, más los equipos vencedores de los grupos de reclasificación.

### Grupo 1
| Pos | Equipo              | Pts | PJ | PG | PE | PP | GF | GC | Dif |
| --- | ------------------- | --- | -- | -- | -- | -- | -- | -- | --- |
| 1.  | Fluminense          | 19  | 10 | 6  | 2  | 2  | 19 | 6  | +13 |
| 2.  | Cruzeiro            | 17  | 10 | 6  | 3  | 1  | 12 | 5  | +7  |
| 3.  | Corinthians         | 13  | 10 | 4  | 4  | 2  | 10 | 6  | +4  |
| 4.  | América-RJ          | 12  | 10 | 4  | 3  | 3  | 10 | 10 | 0   |
| 5.  | Palmeiras           | 12  | 10 | 3  | 5  | 2  | 10 | 10 | 0   |
| 6.  | Guarani de Campinas | 12  | 10 | 2  | 7  | 1  | 8  | 7  | +1  |
| 7.  | Remo                | 11  | 10 | 3  | 3  | 4  | 11 | 15 | -4  |
| 8.  | Atlético Mineiro    | 10  | 10 | 2  | 5  | 3  | 13 | 15 | -2  |
| 9.  | Coritiba            | 7   | 10 | 1  | 4  | 5  | 9  | 15 | -6  |
| 10. | Tiradentes-PI       | 7   | 10 | 2  | 3  | 5  | 7  | 15 | -8  |

### Grupo 2
| Pos | Equipo            | Pts | PJ | PG | PE | PP | GF | GC | Dif |
| --- | ----------------- | --- | -- | -- | -- | -- | -- | -- | --- |
| 1.  | Internacional     | 19  | 10 | 5  | 4  | 1  | 15 | 4  | +11 |
| 2.  | Santa Cruz Recife | 16  | 10 | 5  | 4  | 1  | 12 | 6  | +6  |
| 3.  | Flamengo          | 12  | 10 | 4  | 1  | 5  | 12 | 12 | 0   |
| 4.  | São Paulo         | 12  | 10 | 2  | 7  | 1  | 8  | 6  | +2  |
| 5.  | Grêmio            | 11  | 10 | 3  | 3  | 4  | 16 | 14 | +2  |
| 6.  | Sport Recife      | 10  | 10 | 2  | 5  | 3  | 6  | 7  | -1  |
| 7.  | Figueirense       | 10  | 10 | 2  | 5  | 3  | 11 | 13 | -2  |
| 8.  | Goiás             | 9   | 10 | 2  | 4  | 4  | 8  | 15 | -7  |
| 9.  | América de Natal  | 7   | 10 | 2  | 2  | 6  | 10 | 19 | -9  |
| 10. | Vasco da Gama     | 6   | 10 | 1  | 4  | 5  | 6  | 13 | -7  |

### Grupo 3 - Reclasificación
| Pos | Equipo                    | Pts | PJ | PG | PE | PP | GF | GC | Dif |
| --- | ------------------------- | --- | -- | -- | -- | -- | -- | -- | --- |
| 1.  | Botafogo                  | 7   | 4  | 2  | 2  | 0  | 6  | 3  | +3  |
| 2.  | Comercial de Campo Grande | 5   | 4  | 2  | 1  | 1  | 7  | 6  | +1  |
| 3.  | Fortaleza                 | 5   | 4  | 2  | 1  | 1  | 5  | 4  | +1  |
| 4.  | Rio Negro-AM              | 3   | 4  | 1  | 1  | 2  | 4  | 6  | -2  |
| 5.  | Moto Club-MA              | 1   | 4  | 0  | 1  | 3  | 4  | 7  | -3  |

### Grupo 4 - Reclasificación
| Pos | Equipo              | Pts | PJ | PG | PE | PP | GF | GC | Dif |
| --- | ------------------- | --- | -- | -- | -- | -- | -- | -- | --- |
| 1.  | Nacional-AM         | 7   | 4  | 2  | 2  | 0  | 6  | 3  | +3  |
| 2.  | Atlético Paranaense | 6   | 4  | 2  | 1  | 1  | 4  | 2  | +2  |
| 3.  | Ceará               | 3   | 4  | 1  | 1  | 2  | 2  | 5  | -3  |
| 4.  | América-MG          | 3   | 4  | 1  | 1  | 2  | 5  | 6  | -1  |
| 5.  | Paysandu            | 3   | 4  | 1  | 1  | 2  | 5  | 6  | -1  |

### Grupo 5 - Reclasificación
| Pos | Equipo     | Pts | PJ | PG | PE | PP | GF | GC | Dif |
| --- | ---------- | --- | -- | -- | -- | -- | -- | -- | --- |
| 1.  | Portuguesa | 12  | 5  | 4  | 1  | 0  | 14 | 2  | +12 |
| 2.  | Santos     | 12  | 5  | 4  | 1  | 0  | 12 | 3  | +9  |
| 3.  | Goiânia    | 5   | 5  | 2  | 1  | 2  | 4  | 4  | 0   |
| 4.  | Vitória    | 5   | 5  | 2  | 0  | 3  | 5  | 8  | -3  |
| 5.  | Sergipe    | 3   | 5  | 1  | 0  | 4  | 4  | 10 | -6  |
| 6.  | Campinense | 1   | 5  | 0  | 1  | 4  | 5  | 17 | -12 |

### Grupo 6 - Reclasificación
| Pos | Equipo                 | Pts | PJ | PG | PE | PP | GF | GC | Dif |
| --- | ---------------------- | --- | -- | -- | -- | -- | -- | -- | --- |
| 1.  | Náutico Recife         | 13  | 5  | 4  | 1  | 0  | 12 | 2  | +10 |
| 2.  | Bahia                  | 9   | 5  | 3  | 2  | 0  | 7  | 2  | +5  |
| 3.  | Desportiva Ferroviária | 6   | 5  | 2  | 1  | 2  | 5  | 6  | -1  |
| 4.  | Americano              | 5   | 5  | 2  | 0  | 3  | 4  | 7  | -3  |
| 5.  | CEUB Brasília          | 4   | 5  | 1  | 1  | 3  | 4  | 8  | -4  |
| 6.  | CSA Alagoas            | 1   | 5  | 0  | 1  | 4  | 2  | 9  | -7  |

## Tercera Fase
- Clasifican los 2 primeros de cada grupo a la Fase final.

### Grupo A
| Pos | Equipo              | PJ | PG | PE | PP | GF | GC | Dif | Pts |
| --- | ------------------- | -- | -- | -- | -- | -- | -- | --- | --- |
| 1.  | Fluminense          | 14 | 7  | 5  | 1  | 1  | 14 | 5   | +9  |
| 2.  | Cruzeiro            | 11 | 7  | 3  | 2  | 2  | 9  | 5   | +4  |
| 3.  | América-RJ          | 10 | 7  | 3  | 3  | 1  | 8  | 6   | +2  |
| 4.  | Palmeiras           | 10 | 7  | 3  | 1  | 3  | 10 | 8   | +2  |
| 5.  | Corinthians         | 9  | 7  | 4  | 1  | 2  | 9  | 8   | +1  |
| 6.  | Guarani de Campinas | 9  | 7  | 3  | 1  | 3  | 9  | 9   | 0   |
| 7.  | Botafogo            | 6  | 7  | 2  | 1  | 4  | 6  | 10  | -4  |
| 8.  | Nacional-AM         | 0  | 7  | 0  | 0  | 7  | 1  | 17  | -16 |

### Grupo B
| Pos | Equipo            | PJ | PG | PE | PP | GF | GC | Dif | Pts |
| --- | ----------------- | -- | -- | -- | -- | -- | -- | --- | --- |
| 1.  | Santa Cruz Recife | 14 | 7  | 5  | 1  | 1  | 14 | 6   | +8  |
| 2.  | Internacional     | 12 | 7  | 4  | 2  | 1  | 9  | 3   | +6  |
| 3.  | Flamengo          | 12 | 7  | 4  | 2  | 1  | 10 | 5   | +5  |
| 4.  | São Paulo         | 8  | 7  | 2  | 3  | 2  | 8  | 7   | +1  |
| 5.  | Portuguesa-SP     | 8  | 7  | 2  | 3  | 2  | 8  | 10  | -2  |
| 6.  | Sport Recife      | 5  | 7  | 1  | 3  | 3  | 7  | 11  | -4  |
| 7.  | Grêmio            | 5  | 7  | 1  | 3  | 3  | 5  | 7   | -2  |
| 8.  | Náutico Recife    | 1  | 7  | 0  | 1  | 6  | 4  | 16  | -12 |

## Fase Final
|  | Semifinales       | Semifinales       | Semifinales |          |               | Final         | Final | Final |  |
|  |                   |                   |             |          |               |               |       |       |  |
|  |                   |                   |             |          |               |               |       |       |  |
|  | Fluminense        | Fluminense        | 0           |          |               |               |       |       |  |
|  | Fluminense        | Fluminense        | 0           |          |               |               |       |       |  |
|  | Internacional     | Internacional     | 2           |          |               |               |       |       |  |
|  | Internacional     | Internacional     | 2           |          | Internacional | Internacional | 1     |       |  |
|  |                   |                   |             |          | Internacional | Internacional | 1     |       |  |
|  |                   |                   | Cruzeiro    | Cruzeiro | 0             |               |       |       |  |
|  | Santa Cruz Recife | Santa Cruz Recife | Cruzeiro    | Cruzeiro | 0             | 2             |       |       |  |
|  | Santa Cruz Recife | Santa Cruz Recife |             |          |               | 2             |       |       |  |
|  | Cruzeiro          | Cruzeiro          | 3           |          |               |               |       |       |  |
|  | Cruzeiro          | Cruzeiro          | 3           |          |               |               |       |       |  |
|  |                   |                   |             |          |               |               |       |       |  |

### Semifinales
| 7 de diciembre de 1975 | Fluminense | 0:2' | Internacional                         | Estadio Maracaná, Río de Janeiro                               |                                                                |
|                        |            |      | Lula 33' · Paulo César Carpegiani 74' | Asistencia: 97,908 espectadores Árbitro(s): Dulcídio Boschilia | Asistencia: 97,908 espectadores Árbitro(s): Dulcídio Boschilia |

| 7 de diciembre de 1975 | Santa Cruz Recife | 2:3' | Cruzeiro                          | Estadio de Arruda, Recife                                        |                                                                  |
|                        | Fumanchu 32', 73' |      | Zé Carlos 43' · Palhinha 47', 90' | Asistencia: 38,118 espectadores Árbitro(s): Romualdo Arppi Filho | Asistencia: 38,118 espectadores Árbitro(s): Romualdo Arppi Filho |

### Final
| 14 de diciembre de 1975 | Internacional      | 1:0' | Cruzeiro | Estadio Beira-Rio, Porto Alegre                                |                                                                |
|                         | Elías Figueroa 56' |      |          | Asistencia: 82,568 espectadores Árbitro(s): Dulcídio Boschilia | Asistencia: 82,568 espectadores Árbitro(s): Dulcídio Boschilia |

- Internacional y Cruzeiro, campeón y subcampeón respectivamente, clasifican a Copa Libertadores 1976.

|                                          |
| Bandera del estado de Río Grande del Sur |
| Campeón SC Internacional 1.er título     |

## Posiciones finales
- Dos puntos por victoria.
| Pos | Equipo                 | Pts | PJ | PG | PE | PP | GF | GC | Dif |
| --- | ---------------------- | --- | -- | -- | -- | -- | -- | -- | --- |
| 1.  | Internacional          | 58  | 30 | 19 | 8  | 3  | 51 | 12 | +39 |
| 2.  | Cruzeiro               | 49  | 29 | 15 | 10 | 4  | 39 | 15 | +24 |
| 3.  | Fluminense             | 48  | 28 | 16 | 4  | 8  | 51 | 26 | +25 |
| 4.  | Santa Cruz Recife      | 42  | 29 | 13 | 10 | 6  | 42 | 27 | +15 |
| 5.  | São Paulo              | 41  | 28 | 11 | 14 | 3  | 35 | 21 | +14 |
| 6.  | Corinthians            | 38  | 27 | 13 | 9  | 5  | 29 | 17 | +12 |
| 7.  | Flamengo               | 38  | 28 | 13 | 5  | 10 | 34 | 28 | +6  |
| 8.  | América-RJ             | 37  | 27 | 11 | 9  | 7  | 35 | 27 | +8  |
| 9.  | Palmeiras              | 36  | 27 | 9  | 11 | 7  | 32 | 27 | +5  |
| 10. | Guarani de Campinas    | 34  | 27 | 8  | 12 | 7  | 29 | 25 | +4  |
| 11. | Sport Recife           | 32  | 28 | 8  | 13 | 7  | 29 | 28 | +1  |
| 12. | Portuguesa-SP          | 30  | 23 | 9  | 8  | 6  | 28 | 21 | +7  |
| 13. | Náutico Recife         | 29  | 23 | 9  | 5  | 9  | 30 | 28 | +2  |
| 14. | Grêmio                 | 29  | 28 | 6  | 13 | 9  | 32 | 30 | +2  |
| 15. | Botafogo               | 23  | 21 | 7  | 6  | 8  | 24 | 25 | -1  |
| 16. | Nacional-AM            | 15  | 21 | 3  | 8  | 10 | 14 | 34 | -20 |
| 17. | Goiás                  | 27  | 21 | 6  | 11 | 4  | 24 | 22 | +2  |
| 18. | Remo                   | 25  | 20 | 7  | 8  | 5  | 22 | 23 | -1  |
| 19. | Vasco da Gama          | 24  | 21 | 7  | 7  | 7  | 25 | 23 | +2  |
| 20. | Atlético Mineiro       | 24  | 20 | 6  | 9  | 5  | 24 | 24 | 0   |
| 21. | Figueirense            | 22  | 21 | 5  | 10 | 6  | 25 | 25 | 0   |
| 22. | Coritiba               | 21  | 20 | 6  | 6  | 8  | 19 | 20 | -1  |
| 23. | Tiradentes             | 19  | 20 | 6  | 5  | 9  | 17 | 23 | -6  |
| 24. | América de Natal       | 19  | 21 | 6  | 5  | 10 | 28 | 36 | -8  |
| 25. | Bahia                  | 22  | 16 | 5  | 9  | 2  | 20 | 12 | +8  |
| 26. | Santos FC              | 20  | 16 | 6  | 4  | 6  | 20 | 18 | +2  |
| 27. | Fortaleza              | 17  | 14 | 5  | 6  | 3  | 13 | 11 | +2  |
| 28. | Goiânia                | 16  | 16 | 6  | 3  | 7  | 17 | 20 | -3  |
| 29. | Atlético Paranaense    | 16  | 14 | 5  | 3  | 6  | 22 | 21 | +1  |
| 30. | Comercial-MS           | 15  | 14 | 5  | 4  | 5  | 14 | 17 | -3  |
| 31. | Vitória                | 15  | 16 | 5  | 3  | 8  | 13 | 24 | -11 |
| 32. | CEUB Brasília          | 15  | 16 | 4  | 6  | 6  | 16 | 20 | -4  |
| 33. | CSA Alagoas            | 14  | 16 | 5  | 3  | 8  | 12 | 19 | -7  |
| 34. | Ceará                  | 13  | 14 | 4  | 3  | 7  | 8  | 15 | -7  |
| 35. | Desportiva Ferroviaria | 13  | 16 | 4  | 4  | 8  | 15 | 26 | -11 |
| 36. | América Mineiro        | 13  | 14 | 2  | 8  | 4  | 11 | 15 | -4  |
| 37. | Paysandu               | 12  | 14 | 3  | 5  | 6  | 18 | 21 | -3  |
| 38. | Americano              | 11  | 16 | 5  | 0  | 11 | 12 | 24 | -12 |
| 39. | Rio Negro              | 11  | 14 | 2  | 6  | 6  | 9  | 18 | -9  |
| 40. | Sergipe                | 9   | 16 | 2  | 4  | 10 | 11 | 27 | -16 |
| 41. | Moto Club de São Luís  | 5   | 14 | 1  | 3  | 10 | 13 | 36 | -23 |
| 42. | Campinense             | 4   | 16 | 0  | 4  | 12 | 13 | 44 | -31 |

## Goleadores
| Pos. | Jugador          | Club          | Goles |
| ---- | ---------------- | ------------- | ----- |
| 1    | Flávio Minuano   | Internacional | 16    |
| 2    | Roberto Dinamite | Vasco da Gama | 15    |
| 3    | Alcino           | Remo          | 12    |
| 3    | Dadá Maravilha   | Sport Recife  | 12    |
| 3    | Gil              | Fluminense    | 12    |
| 3    | Luisinho         | Flamengo      | 12    |
| 3    | Palhinha         | Cruzeiro      | 12    |
| 3    | Neca             | Grêmio        | 12    |
| 3    | Toninho          | Figueirense   | 12    |
| 10   | Jorge Mendonça   | Náutico       | 11    |
| 10   | Serginho Chulapa | São Paulo     | 11    |